# Pritaneo de Dodona
El Pritaneo de Dodona (en griego antiguo: Πρυτανείο Δωδώνης) era un pritaneo —edificio utilizado por los  pritanos— en la ciudad de Dodona, Grecia.

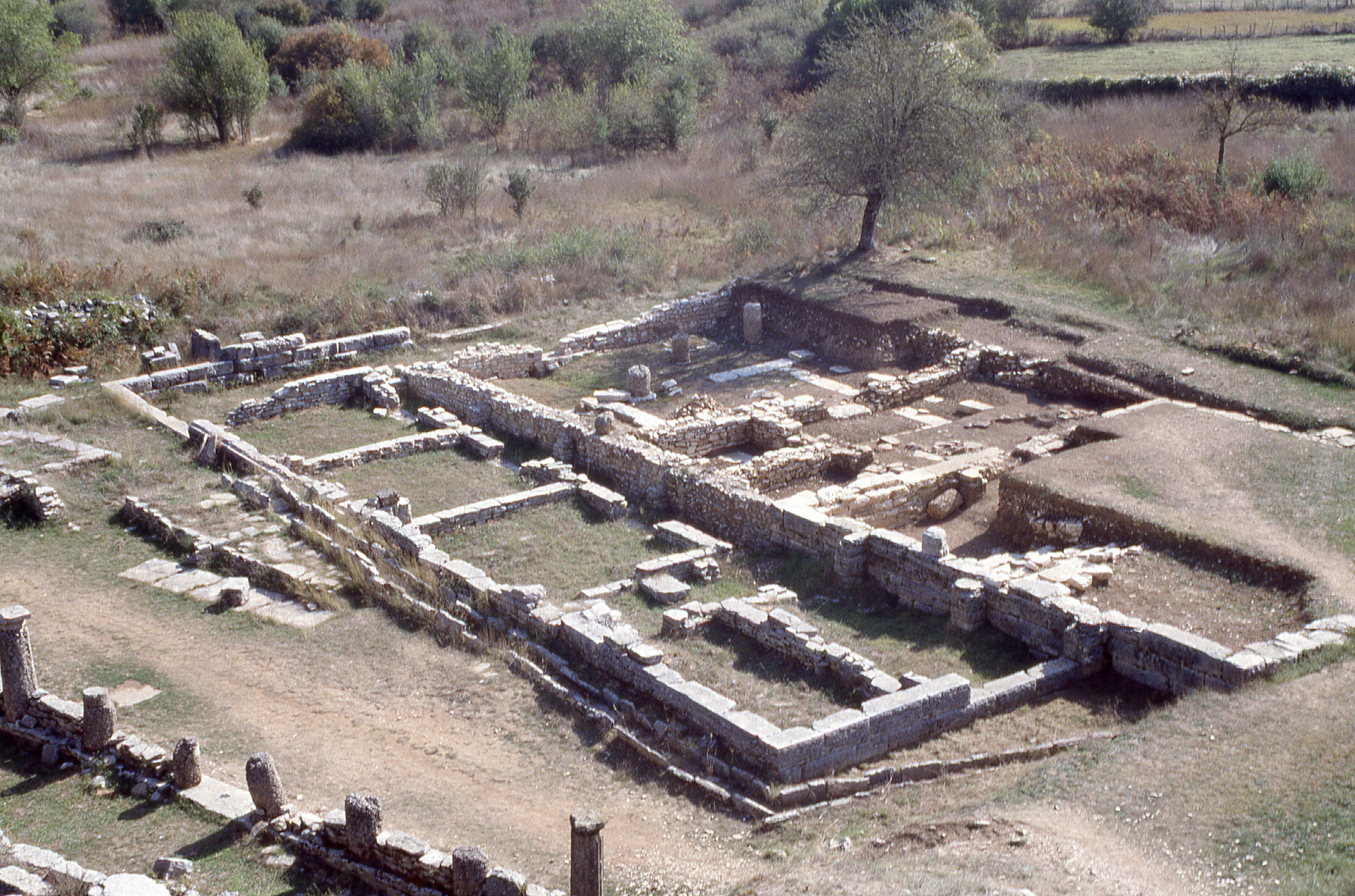
Ruinas Pritaneo vistas desde el oeste.

Estaba situado al sur del Buleuterio, al este del Teatro de Dodona. Fue utilizado por la Liga Epirota y un fuego eterno ardía allí. ESe construyó en varias etapas. El edificio original se completó a principios del período helenístico, a finales del siglo III a. C. o al comienzo del siglo II a. C.. Su fachada tenía unos 31,5 ms de ancho. En el lado de entrada del edificio había un patio de 4 × 4 con el  peristilo estilo dórico.
Se amplió a finales siglo II a. C. , con un edificio de tres habitaciones destinadas al comedor, cada habitación con espacio para nueve asientos. La ampliación estaba unida por una larga columnata en su lado este. Después de que los romanos destruyeran el Pritaneo en 167 a. C. su núcleo fue parcialmente restaurado y su peristilo fue sustituido por una columnata de 4×7 columnas.
Entre el Prytaneion y el Buleuterion se encontraba la antigua Puerta Oeste del muro del períbolo del área del santuario del siglo III a. C.. Cuando se construyeron el Buleuterio y el Pritaneo, el lado oeste del muro se movió más hacia el oeste, donde también se construyó una nueva puerta occidental.